# Pivovar Děčín
Pivovar v Podmoklech byl v provozu v letech 1703 až 1995, nyní areál slouží jiným účelům. Od roku 2012 se zde v malém množství opět vaří pivo.

## Historie
Pivovar nechal v Podmoklech postavit hrabě Maxmilián Thun-Hohenstein a první várka piva v něm byla vyrobena již roku 1703. Stavba byla dokončena o čtyři roky později, tedy roku 1707. Kvůli stavbě železnice byl roku 1848 areál zbořen a na okraji Podmokel další z rodiny Thunů, František Antonín hrabě Thun nechal postavit v roce 1849 pivovar nový. Pivovarnický areál byl několikrát rozšířen, přesto zůstal jeho secesní sloh zachován a je dodnes chráněnou stavební památkou. V roce 1926 pivovar od Thunů odkoupila pivovarská společnost, která pak používala stáčírnu i v Rumburku. Po roce 1945 se pivovar jmenoval Severočeské pivovary n.p., závod Děčín, později Pivovary Louny s.p., závod Děčín a Pivovar Děčín s.p. V roce 1993 byl podnik vydražen, o dva roky později se zde pivo přestalo vyrábět. Téhož roku byl přejmenován z Admirál na Pivovar Děčín a.s., pivo se zde vařilo jen do roku 1995 a pak nový vlastník, firma BASH areál přestavěla na jiné účely se zachováním chráněných budov. Přestavbou městského pivovaru, který byl již léta nevyužívaný a chátral, vzniklo nové multifunkční centrum. Projekt byl iniciován Vojtěchem Ryvolou a Martinem Králem a na základě architektonického návrhu studia Studio acht se podařilo společnosti EDIFICE construction & consulting, s.r.o celé centrum 18. května 2014 zkolaudovat.

## Druhy piv
Ve značce piv byl zobrazen mnich s půllitrem. Kolem roku 1930 bylo hlavním vyráběným pivem Bodenbacher Bier, které bylo vyváženo i do Německa. Po roce 1945 byly vyráběny pro trh značky Kapitán, Admirál, M.L.A.S.K, Děčan, Bukanýr, Plavec, Generál a další.

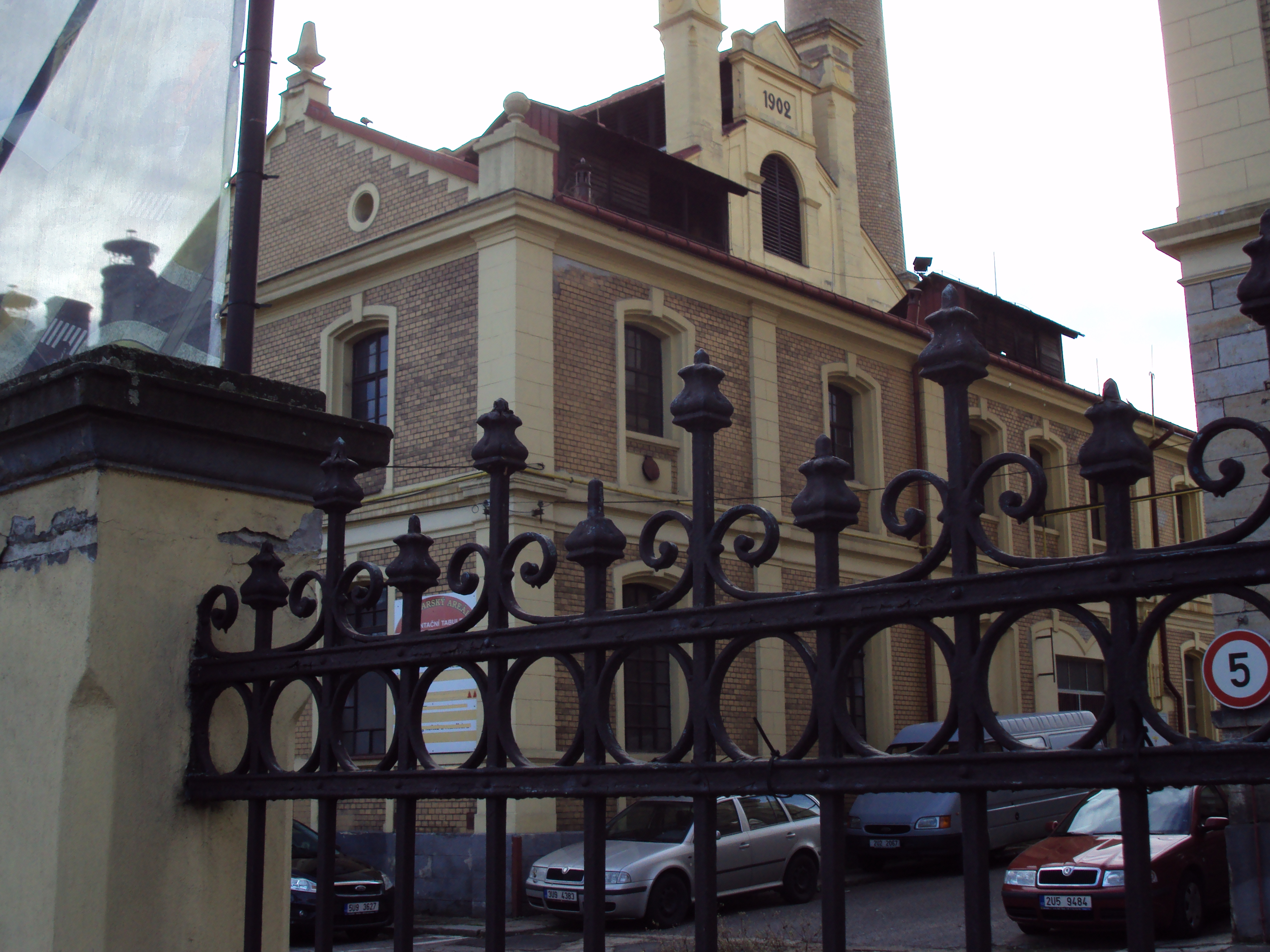
Pivovar Děčín, budovy zvenčí roku 2010